# Hindsen
Hindsen är en stor näringsfattig klarvattensjö i Värnamo kommun i Småland och ingår i Lagans huvudavrinningsområde. Sjön har en area på 12,4 kvadratkilometer och ligger 165 meter över havet. Sjön avvattnas av två vattendrag, Lillån i norr och Årån i söder. Vid provfiske har bland annat abborre, gers, gädda och mört fångats i sjön.
I början av 1900-talet trafikerades ån av två ångbåtar, som bogserade virkessläp över Hindsen till sågverket vid Tagel vid sjöns södra sida. Den ena av båtarna, Einar användes även sommartid för nöjesresor. Trafiken upphörde på 1920-talet. Enar låg kvar vid stranden innan den höggs upp i mitten av 1950-talet.
Vid sjöns västra strand ligger ett kommunalt friluftsbad, Näsuddens badplats, som erbjuder både sandstrand och klippor.

## Delavrinningsområde
Hindsen ingår i delavrinningsområde (634125-140029) som SMHI kallar för Utloppet av Hindsen. Delavrinningsområdets medelhöjd är 178 meter över havet och ytan är 35,64 kvadratkilometer. Det finns ett delavrinningsområde uppströms, och räknas det in blir den ackumulerade arean 43,56 kvadratkilometer. Lillån som avvattnar delavrinningsområdets har biflödesordning 2, vilket innebär vattnet flödar genom totalt 2 vattendrag innan det når havet efter 180 kilometer. Delavrinningsområdet består mestadels av skog (44 procent). Avrinningsområdet har 12,35 kvadratkilometer vattenytor vilket ger det en sjöprocent på 34,6 procent.

## Fisk
Vid provfiske har följande fisk fångats i sjön:
- Abborre
- Gärs
- Gädda
- Mört
- Sik
- Siklöja
- Sutare